# マイケル・アンドリュー・ロー
マイケル・アンドリュー・ローは、（中国名：羅卓睿、　誕生名：ロー・チュク・ユイ、1982年11月13日イギリス香港生まれ）香港の現代アーティスト、画家、映画プロデューサー、アートディーラーであり、または香港のマイケル・アンドリュー・ローというギャラリーのオーナーでもあります。

## キャリア
ローは、北京の中央芸術アカデミーの教師とニューヨークの古典的な画家であるダン・アンダーソンと絵画を学びました。 2008年には、エコ・アソシエーション株式会社から資金提供を受け、ネイチャー・アート・ワークショップを共同設立しました。 さらに、2015年にマイケル・アンドリュー・ローというギャラリーを設立し、そして2016年にマイケル・アンドリュー・ローというアートスクールを設立しました。

## 実績
彼の初期の作品は主にコミックとイラストで構成されており、カン・カオ・ポー、カトリックの子供たちの聖書、その他のさまざまな祈祷書を含むさまざまな作品が出版されています。

## 比喩的な作品
ファインアーティストとして、ローは一連の大規模なリアリズムの比喩的な作品に取り組みました。 「人類」は、香港島の草地に設置された油絵作品でした。 この物語の作品は、平和な自然共有する子供たちのグループを描いています。一方、大人はお金を崇拝するジャングルに向かって群がっていることを描いています。
この作品は、2009年に香港の星光大道と香港のビクトリア女王通りで展示されました。

## 著名なコレクター
コレクターのリストには、フェルナンデス・テレシタ・フェルナンデス（元米国連邦芸術委員会のメンバー）、シアター・ゲイツ（シカゴ大学の視覚芸術部門のディレクター）、およびマリリン・ミンター（芸術マスター部門のディレクター、 ニューヨーク視覚芸術アカデミー）が含まれます。  ジェフ・クーンズ、村上隆、トニー・ネイダー博士などの有名人も、プライベートコレクションにローの作品を含めています。 ローは、アートバーゼル香港を含む世界中のグループショーに参加したこともあります。 彼は現在、香港に滞在しており、パートナーのミシェル・ユー・ティン・ヤンと一緒に働いています。

## カトリック教会の肖像画作品
彼のキャリアのもう1つの強力な要素は、聖書をテーマにした絵画です。ローは、教皇ヨハネパウロ2世、教皇ベネディクト16世、マザー・テレサなど、カトリック教会のさまざまな人物のいくつかの油絵の肖像画を制作しています。 それ以来、彼の作品は全国的に展示され、教会によって、そしてカトリック教会の中国枢機卿として知られているジョセフ・ゼン・ゼキウンを含む有名なコレクターによって認められました。

## デビッド・リンチ財団のため肖像画作品
ローの展示は「ハイパーポップシュールレアリズムの芸術における非顕現から顕現へ」というタイトルで、世界中のリスクを抱えている人々の間でのトラウマと毒性ストレスの蔓延を減らすことを目的とするデビッド・リンチ財団のチャリティーミッションへの資金調達に役立ちます 。 展覧会には、マハリシ・マヘシ・ヨギ、ジョン・ヘーゲリン大統領、映画製作者デビッド・リンチ、フレッド・トラビス教授、デビッド・リンチ財団の最高経営責任者であるボブ・ロスの油絵の肖像画作品が含まれます。

## 展覧会
- 2013 Exhibition at NatureArt Gallery DeTour 2013 [6]
- 2009 Exhibition The Avenue of Stars [7]
- 2007 Guest and ExhibitionThe Peak Galleria  Hong Kong [8]
- 2007 Invited workshop exhibition, Elements, Hong Kong
- 2006 Collection by Cardinal Zen Ze-kiun and exhibited at Catholic Church of Hong Kong.
- 2004 - 2007, Exhibition, Hong Kong Central Library.
- 2005 Illustrator for Kung Kao Po
- 2004 Group Exhibition, Wanchai Tower
- 2003 Group Exhibition, Hong Kong Convention and Exhibition Centre.
- 2003  Winner of I luv Hong Kong Painting Competition, exhibition at The Landmark (Hong Kong).

## 選択された出版物
- CHINA: CONTEMPORARY PAINTING (ISBN 978-88-89431-07-8)
- International Contemporary Painting (ISBN 978-88-89431-07-8)
- Traditional & Contemporary Chinese Brush (ISBN 1-903975-19-0)
- A Tradition Redefined: Modern and Contemporary Chinese Ink Paintings from the Chu-tsing Li Collection (ISBN 0-300-12672-7)
- Michael Andrew Law Pale Hair Girls Catalogue (Volume 1), 2014 Cheukyui Law, Michael Andrew Law, exhibition catalogue, (ISBN 978-1503372115)
- iEgoism Paperback, 2015 Michael Andrew Law, Publisher: XLIBRIS Eassay, (ISBN 978-1499021240)
- Chinese Contemporary Artist Full Coloured Edition Michael Andrew Law Studio,  Michael Andrew Law,  Hong Kong Art Basel, Michael Andrew Law Studio, (ISBN 978-1508758945)
- Christmas Everyday Michael Andrew Law Studio,  Michael Andrew Law , Studio Cheukyui, Florence Lawman Christmas Everyday, (ISBN 978-1505583922)
- Conceptz on woods, 2015 Michael Andrew Law Exhibition Catalogue , Studio Cheukyui, Los Angeles Michael Andrew Law, Michael Andrew Law – Conceptz on woods (ISBN 978-1511592086)
- iEgoism Paintings, 2015 Michael Andrew Law Exhibition Catalogue Volume 3, Studio Cheukyui, Los Angeles Michael Andrew Law, Michael Andrew Law – iEgoism Paintings (ISBN 978-1511592291)